# Reserva índia Rincon
La reserva índia Rincon és una reserva índia de la tribu reconeguda federalment Banda Rincon d'indis luiseños situada al Valley Center CDP, al nord-est del comtat de San Diego (Califòrnia), al llarg del riu San Luis Rey, al sud de la carretera estatal 76 de Califòrnia. L'àrea total de la reserva és de 4.275 acres. La població de la reserva és de 1.500, però només 188 persones s'identifiquen com a amerindis al Valley Center CDP en el cens de 2010, encara que la inscripció tribal és de 651.
Són considerats com un dels grups indis de missió. A la reserva es troba el Harrah's Rincon Casino and Resort. La tribu és membre de l'Indian Health Council que s'encarrega de la salut clínica de la reserva.